# Eduardo Martiré
Eduardo Martiré (n. Buenos Aires, 2 de mayo de 1932) es un abogado e historiador argentino, especializado en la historia del derecho indiano y de la independencia de la Argentina.

## Biografía
Se recibió de abogado en la Universidad de Buenos Aires y fue profesor de Historia de las Instituciones en la Facultad de Derecho y de Teoría Política en la Facultad de Ciencias Económicas de esa universidad. Fue profesor de Práctica Forense en la Universidad del Salvador y profesor de Historia Argentina en la Escuela Superior de Guerra. Dirigió las publicaciones del Instituto de Historia del Derecho Argentino «Ricardo Levene».
Ocupó varios cargos judiciales, entre ellos el de Juez Nacional de Primera Instancia en lo Civil y Comercial,  miembro de la Cámara de Apelaciones en lo Civil y Comercial y de la Cámara de Apelaciones en lo Comercial, todos ellos con sede en Buenos Aires.
Desde 1992 es miembro de la Academia Nacional de la Historia de la República Argentina. Es también miembro correspondiente de las Academias de Historia de Ecuador, España y México, y de la Academia Chilena de Ciencias Sociales, Políticas y Morales. Fue miembro fundador y presidente del Instituto Internacional de Historia del Derecho Indiano y del Instituto de Investigaciones de Derecho de Buenos Aires.
Fue profesor de Historia del Derecho de la Facultad de Derecho (Universidad de Buenos Aires) y de Historia Económica de la Facultad de Ciencias Económicas en la misma universidad. Fue el primer director de la carrera de Historia de la Universidad Católica Argentina y fue también profesor titular en la Universidad Católica de San Isidro y de la Universidad del Salvador. Dictó cursos y seminarios en la Universidad Austral, en la Escuela del Servicio Exterior de la Nación, en la Universidad del Museo Social Argentino, en la Escuela Superior de Guerra, en el Instituto Argentino de Cultura Hispánica, en la Universidad Nacional de La Pampa, en la Universidad Nacional de Córdoba y en la Academia Nacional de Derecho y Ciencias Sociales de Córdoba. Además ha dictado cursos sobre su especialidad en España y en los Estados Unidos.
Se doctoró en Derecho en la Universidad de Buenos Aires en el año 1975, con la tesis La aplicación en el Río de la Plata del Derecho Minero Indiano.

## Obras
- La crisis Argentina de 1873-1876 (1965)
- Panorama de la legislación Minera Argentina durante el período hispánico (1968)
- Dos lecciones de Historia del Derecho Argentino (1969)
- El Código Carolino de Ordenanzas Reales para las Minas de Potosí y demás Provincias del Río de la Plata de Pedro Vicente Cañete (1794) (1974)
- Consideraciones metodológicas sobre la Historia del Derecho (1977)
- Guión sobre el proceso recopilador de las leyes de las Indias (1978)
- Historia del Derecho Minero Argentino (1979)
- Los Regentes de Buenos Aires. La reforma judicial indiana de 1776 (1981)
- La lección de Groussac (1983)
- La Constitución Nacional después de la reforma (1995)
- La Constitución de Bayona entre España y América (2000)
- 1808. Ensayo histórico jurídico sobre la clave de la emancipación de América Española (2001)
- Las Audiencias y la administración de justicia en las Indias (2005)
- La América de Carlos IV. Buenos Aires (2006)
- Manual de Historia de las Instituciones Argentinas (con Víctor Tau Anzoátegui, 2009)
- Revolución en el Plata (2010)
- Fernando VII y la América Revolucionaria (2015)

También ha editado más de 50 artículos, conferencias y comentarios bibliográficos en revistas especializadas de Historia del Derecho y de las Instituciones.